# Vouvray (Ain)
Vouvray era una comuna francesa que estaba situada en el departamento de Ain, de la región de Auvernia-Ródano-Alpes, que en 1973 pasó a formar parte de la comuna de Châtillon-en-Michaille.

## Demografía
| Gráfica de evolución demográfica de Vouvray entre 1800 y 1968 |
|                                                               |

Los datos demográficos contemplados en este gráfico se han cogido de la página francesa EHESS/Cassini.